# Aulnois (rivière)
Pour les articles homonymes, voir Aulnois.
L'Aulnois (Aunois d'après le Sandre français), est une rivière franco-belge, affluent en rive droite de la Chiers et faisant donc partie du bassin versant de la Meuse. Il coule dans le département français des Ardennes et la province de Luxembourg, dans l'extrême sud de la Wallonie belge. C'est un affluent assez abondant.

## Géographie
L'Aulnois naît dans la forêt de Muno qui s'étend dans le sud de la province belge de Luxembourg, en Gaume. Dès sa naissance, il se dirige globalement vers le sud. Passant par le village de Muno il traverse la frontière, entre à Messincourt et passe à Pure, à 211 m d'altitude, il maintient cette orientation nord-sud jusqu'à son confluent avec la Chiers. Celui-ci a lieu en rive droite à Carignan, juste après qu'il eut reçu son principal affluent, le Matton.
De 18 km de longueur[réf. nécessaire], dont 7,5 km en France, naissant en Belgique, près du château des Amerois dans la forêt de Muno, à 415 m d'altitude, qu'il traverse du nord au sud, l'Aulnois baigne un seul village belge, Muno (commune de Florenville en province de Luxembourg), avant de passer en France. 
Il traverse alors les communes de Messincourt, Pure, Osnes, toutes situées dans le département des Ardennes, et finalement Carignan, où il se jette dans la Chiers, à 161 m d'altitude.

### Communes et cantons traversés
Dans l'arrondissement administratif de Virton, l'Aulnois prend source dans la commune belge de Florenville, en province de Luxembourg.
Dans le seul département des Ardennes, l'Aulnois traverse les quatre communes de Messincourt (source), Pure, Osnes et Carignan (confluence).
Soit en termes de cantons français, l'Aulnois traverse et conflue dans le canton de Carignan dans l'arrondissement de Sedan.

### Bassin versant
L'Aulnois traverse, en France, une seule zone hydrographique L'Aunois (B464) de 57 km2 de superficie. Ce bassin versant est constitué, en France, à 53,98 % de « territoires agricoles », à 42,11 % de « forêts et milieux semi-naturels », à 4,04 % de « territoires artificialisés ». 

### Organisme gestionnaire
L'organisme gestionnaire est le SIAC ou syndicat intercommunal d'Aménagement de la Chiers et de ses affluents, sis à Longuyon. 

## Affluents
Le ruisseau de l'Aulnois a deux affluents contributeurs référencés :
- Le ruisseau de la Goutelle (en rive droite) dont il reçoit les eaux à Messincourt.
- Le Matton (en rive gauche) dont il reçoit les eaux à Carignan avec trois affluent et de rang de Strahler deux.

Donc son rang de Strahler est de trois.

## Hydrologie

### L'Aulnois à Carignan
L'Aulnois est une rivière petite mais abondante. Au confluent de la Chiers, son module se monte, à 2,10 m3/s pour un bassin versant de 101,8 km2. 

### Lame d'eau et débit spécifique
La lame d'eau écoulée dans le bassin est de 651 millimètres par an, ce qui est très élevé, plus ou moins deux fois supérieur à la moyenne de la France, tous bassins confondus (320 millimètres par an), et nettement supérieur à la moyenne du bassin français de la Meuse pourtant élevée (450 millimètres par an à Chooz, près de la frontière). Son débit spécifique ou Qsp atteint dès lors le chiffre très élevé de 20,6 litres par seconde et par kilomètre carré de bassin.

## Patrimoine
- Muno : église Saint-Martin
- Messincourt : reste du château rasé au début du XVIe siècle. Nombreux souterrains. Ancienne église avec clocher du XVIIIe siècle. Édifice des XVIIe et XVIIIe siècles au centre, appelé le Château. Bois et forêts.
- Pure : ancienne église reconstruite en 1830. Forges. Bois et forêts.
- Osnes : le village a eu jadis plusieurs industries métallurgiques. Église du XVIe restaurée au XVIIIe, avec autel du XIIe. Foyer socio-éducatif. Métallurgie.
- Carignan : ancienne Epoisso Vicus gallo-romaine, construite sur la chaussée Reims-Trèves. S'est appelée Yvois jusqu'à son rattachement à la France par le Traité des Pyrénées (1659). Rasée de fond en comble en 1639 par le maréchal de Châtillon. Villa gallo-romaine. Nécropole mérovingienne. Restes de l'enceinte fortifiée du XVIe remaniée au XVIIe (inscrite Monument Historique) avec courtines, bastions et casemates, corps de garde de la porte de Bourgogne du XVIIe. Belle collégiale des XVIe et XVIIe siècles (Monument Historique), possédant une Vierge à l'Enfant du XIVe, des tableaux des XVIIe et XVIIIe. Conservatoire de l'Outil (musée). Société de gymnastique et club omnisports.